# نيو ستار
نيو ستار (بالإنجليزية: New Star)‏ برنامج تلفزيوني فلسطيني للهواة على شاشة ميكس وهي محطة فضائية وتنقل عبر تردد 10892 H على قمر النايل سات. برنامج «نيو ستار» من إنتاج إف كونّكشون ومدير البرنامج الفنان أمير حمام، ويهدف البرنامج إلى إعطاء المواهب الفلسطينية الصاعدة فرصة للبروز. يحق الاشتراك في البرنامج فلسطينيو الضفة الغربية وقطاع غزة والعرب الإسرائيليون، خصوصا أن هؤلاء وعلى الأخص فلسطينيو الداخل أو عرب 48 تمنعهم الظروف السياسية والجغرافية من الاشتراك في المسابقات العربية للهواة. ووصف أمير حمام، مدير البرنامج، بأن «نيو ستار» بأنه «أضخم حدث فني فلسطيني»، مفاخرا بأنه «أعاد اللحمة للشعب الفلسطيني وأثبت أن فلسطينيي 48 هم جزء أصيل من الشعب العربي الفلسطيني».
البرنامج أطلق في موسم 2009 - 2010 وهو مقتبس من سلسلة سوبرستار وأيدول الشهيرة عالميا، اشترك فيه هواة من فلسطين ومن عرب إسرائيل.
ومن الجدير بالذكر أن البرنامج الفلسطيني «نيو ستار» أفرز العديد من الهواة المتسابقين الذين ظهروا في مواسم لاحقة عبر برامج هواة عربية أساسية مثل أراب أيدول وسوبرستار وأحرزوا ألقابا عالية ومنهم محمد عساف ويعقوب شاهين اللذين فازا لاحقا بلقب أراب أيدول ومن المشاركين لاحقا في برامج عربية مماثلة سعيد طربيه وهيثم خلايلي ومنال موسى.

## الموسم الأول
في الموسم الأول عام 2009 - 2010، كانت لجنة التحكيم كانت مكوّنة من البروفيسور غاوي غاوي والممثل والمخرج محمد بكري والمغنية أمل مرقص ومن تقديم فادي زغايرة وإيمان بسيوني والإشراف الموسيقي للمايسترو حسام حايك وقام بتدريب المتسابقين غسان حرب.
فاز باللقب في الموسم الأول الفلسطيني سعيد طربيه وهو من بلدة سخنين والمتسابقين محمد الأسدي ومنال موسى حلا في التوب 3 كما برز أيضا هيثم خلايلي وعدنان خطيب 

## الموسم الثاني
عرض موسم ثاني للبرنامج عام 2011 وكانت لجنة التحكيم مكوّنة من البروفيسور غاوي غاوي والموسيقي حبيب شحادة والفنانة نسرين فاعور ومن تقديم محمد الاسدي وسماهر سعيد. وفاز باللقب المتسابق ماندو جريس وهو من فسوطة وبرز أيضا في النهائيات وجدي الشاعر من بيت جن وجورج ثلجية من بيت لحم. بالإضافة إلى محمد عساف الذي لم يخالفه الحظ في النهائي.

## الموسم الثالث
وفي الموسم الثالث عام 2012 كانت لجنة التحكيم مكونة من البروفيسور غاوي غاوي والملحن الفنان حبيب شحادة ومغنية الأوبرا الفنانة إناس مصالحة، والمقدّمان إيمان بسيوني وأحمد أبو أعليا. وفاز باللقب يعقوب شاهين من بيت لحم وبرز المتسابقان محمد بدران من جت المثلث ومحمد الخطيب من الفريدس في التوب 3 كما برز نان خوري، ومعاذ رزوق، ومحمد زميرو.

## وصلات خارجية
- موقع يو تيوب